# Domoljubna koalicija
Die Domoljubna koalicija (Patriotische Koalition, DK) war ein am 21. September 2015 gegründetes kroatisches Wahlbündnis verschiedener konservativer Parteien, welches zur Parlamentswahl 2015 antrat. Das Wahlbündnis erreichte 59 Mandate bei einem Stimmanteil von 33,5 Prozent und wurde stärkste Kraft im Sabor.
Die DK vereinbarte im Dezember 2015 ein Koalitionsabkommen mit der Partei MOST unter dem parteilosen Premierminister Tihomir Orešković. Zur Parlamentswahl 2016 wurde das Wahlbündnis nicht wieder aufgelegt.

## Mitgliedsparteien
| Logo | Parteiname                                                                                | Abkürzung | Parteivorsitzender | Ausrichtung                              | Parlamentssitze (2015) |
| ---- | ----------------------------------------------------------------------------------------- | --------- | ------------------ | ---------------------------------------- | ---------------------- |
|      | Hrvatska demokratska zajednica Kroatische Demokratische Union                             | HDZ       | Tomislav Karamarko | Nationalkonservatismus Christdemokratie  | 50/151                 |
|      | Hrvatska stranka prava dr. Ante Starčević Kroatische Partei des Rechts Dr. Ante Starčević | HSP-AS    | Ruža Tomašić       | Nationalismus Konservatismus             | 3/151                  |
|      | Hrvatska socijalno-liberalna stranka Kroatische Sozial-Liberale Partei                    | HSLS      | Darinko Kosor      | Liberalismus Konservatismus              | 2/151                  |
|      | Hrvatska seljačka stranka Kroatische Bauernpartei                                         | HSS       | Branko Hrg         | Bauernpartei Christdemokratie            | 1/151                  |
|      | Hrvatski rast Kroatisches Wachstum                                                        | Hrast     | Ladislav Ilčić     | Konservatismus Politischer Katholizismus | 1/151                  |
|      | Hrvatska demokršćanska stranka Kroatische Christdemokratische Partei                      | HDS       | Goran Dodig        | Christdemokratie                         | 1/151                  |
|      | Blok umirovljenici zajedno Block Vereinigte Rentner                                       | BUZ       | Milivoj Špika      | Rentnerpartei                            | 1/151                  |
|      | Zagorska demokratska stranka Demokratische Partei von Zagorje                             | ZDS       | Stanko Belina      | Regionalismus                            | 0/151                  |